# Paramblopusa eoa
Paramblopusa eoa is een keversoort uit de familie van de kortschildkevers (Staphylinidae). De wetenschappelijke naam van de soort is voor het eerst geldig gepubliceerd in 2000 door Ahn & Maruyama.